# فيجيسنا فيركيتش
فيجيسنا فيركيتش (بالألمانية: Vijessna Ferkic)‏ هي ممثلة ألمانية، ولدت في 28 أبريل 1987 في ألمانيا.

## أعمال

### أفلام
- (2008) القارئ[2][3]

## وصلات خارجية
- فيجيسنا فيركيتش على موقع IMDb (الإنجليزية)
- فيجيسنا فيركيتش على موقع ألو سيني (الفرنسية)
- فيجيسنا فيركيتش على موقع أول موفي (الإنجليزية)
- فيجيسنا فيركيتش على موقع قاعدة بيانات الأفلام السويدية (السويدية)
- فيجيسنا فيركيتش على موقع قاعدة بيانات الفيلم (الإنجليزية)
- فيجيسنا فيركيتش على موقع كينوبويسك (الروسية)